# Сан-Марчелліно
Сан-Марчелліно (італ. San Marcellino) — муніципалітет в Італії, у регіоні Кампанія,  провінція Казерта.
Сан-Марчелліно розташований на відстані близько 175 км на південний схід від Рима, 18 км на північ від Неаполя, 16 км на південний захід від Казерти.
Населення — 13 826 осіб (2014).
Щорічний фестиваль відбувається 2 червня. Покровитель — San Marcellino.

## Демографія
Населення за роками:

Станом на 1 січня 2023 року в муніципалітеті офіційно проживали 1004 іноземці з 40 країн, серед них 183 громадяни країн Євросоюзу та 125 громадян України.

## Сусідні муніципалітети
- Аверса
- Казапезенна
- Фриньяно
- Трентола-Дучента
- Вілла-ді-Бріано